# لينستر رغبي
لينستر رغبي هو نادي اتحاد رغبي أيرلندي يلعب في بطولة اتحاد الرغبي.تأسس النادي في 1879.